# Kzin

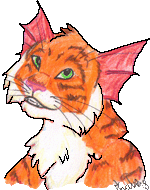

Kzinti (singular Kzin) sunt o rasă de extrateștri foarte războinici și agresivi din universul fictiv Known Space din seria de scrieri ale lui Larry Niven. Ei sunt felinoide agresive. Apar și în episodul 14 din Star Trek: Seria animată, The Slaver Weapon.
Sunt feline mari și extrem de agresive, cu care oamenii au purtat câteva bătălii interstelare. Primul război Om-Kzin s-a încheiat cu obținerea de către oameni a tehnologiei călătoriei cu viteze superluminice (FTL), ceea ce le-a oferit un avantaj tehnologic zdrobitor în fața rasei Kzinti. În războaiele care au urmat, Kzinii au atacat de fiecare dată înainte de a fi pe deplin pregătiți, ceea ce a dus mereu la înfrângere. Drept urmare, au pierdut mare parte a imperiului lor în tratatele de pace care au urmat, coloniile și planetele sclave fiind cedate oamenilor sau fiindu-le conferită independența. În Lumea Inelară se dezvăluie faptul că acest lucru se datorează parțial amestecului Păpușarilor Pierson, care au văzut în agresivitatea Kzinilor o amenințare majoră și au orchestrat evenimentele care au dus la primirea tehnologiei călătoriei superluminice de către oameni. Fiecare înfrângere suferită de Kzini a dus la eliminarea celor mai agresivi indivizi din baza genetică a rasei, transformând-o într-o civilizație mai ușos de "manevrat" din punctul de vedere al Păpușarilor. La vremea evenimentelor din Lumea Inelară, Kzinii au ajuns deja să poarte relații diplomatice cu alte rase în loc să le atace și să le transforme în sclavi. Femelele Kzinti nu sunt inteligente, deși unele dintre reprezentantele Kzinilor arhaici descoperiți pe Lumea Inelară sunt dotate cu inteligență. Personajul Louis Wu este de părere că acest lucru demonstrează că Kzinii din Spațiul Cunoscut au acționat genetic pentru transformarea femelelor în ființe lipsite de inteligență.
Niven însuși a scris destul de puțin despre Războaiele Om-Kzin, deși multe dintre povestirile sale le menționează ca având loc în trecut. Culegerile de povestiri despre aceste războaie au fost scrise în principal de alți autori. Rasa Kzinti a "trecut" în universul Star Trek în episodul seriei de animație "The Slaver Weapon", adaptat de Larry Niven după povestirea sa "The Soft Weapon".
În romanul Destiny's Forge este dezvăluit faptul că Preoții Negri, o sectă puternică a Patriarhiei, sunt responsabili pentru programul genetic de izolare a genelor telepatice și de păstrare a rasei Kzinti la un nivel mediocru de inteligență: puii sunt testați de mici, femelele care dovedesc o inteligență ieșită din comun sunt ucise, în timp ce masculii care posedă o inteligență legată de telepatie sunt îndepărtați și folosiți în alte scopuri. Pe planeta de baștină a rasei Kzinti există proscriși nomazi care nu recunosc Preoții Negri și au în rândul lor membri inteligenți, despre care păstrează un secret absolut.